# PGC 2193419
LEDA/PGC 2193419 ist eine Galaxie im Sternbild Andromeda am Nordsternhimmel. Sie ist schätzungsweise 336 Millionen Lichtjahre von der Milchstraße entfernt und hat einen Durchmesser von etwa 75.000 Lichtjahren. Vom Sonnensystem aus entfernt sich das Objekt mit einer errechneten Radialgeschwindigkeit von näherungsweise 7.400 Kilometern pro Sekunde.

## Galaktisches Umfeld
| Nr. | Galaxie          | Alternativname          | Rek           | Dek           | Distanz/asec |
| --- | ---------------- | ----------------------- | ------------- | ------------- | ------------ |
| →   | LEDA/PGC 2193419 | 2MASX J02354683+4209257 | 02h35m46.827s | +42d09m25.35s | 0            |
| 1   | LEDA/PGC 2189694 | 2MASX J02355140+4156577 | 02h35m51.415s | +41d56m58.00s | 748.88       |
| 2   | LEDA/PGC 2191033 | 2MASX J02365602+4201236 | 02h36m56.03s  | +42d01m23.7s  | 909.35       |
| 3   | LEDA/PGC 2195795 | 2MASX J02365903+4217006 | 02h36m59.03s  | +42d17m00.7s  | 922.98       |
| 4   | LEDA/PGC 9873    | UGC 2073                | 02h36m04.400s | +42d25m15.28s | 970.36       |